# Brimont
Pour l’article homonyme, voir Brimont (entreprise).
Brimont est une commune française située dans le département de la Marne en région Grand Est, à quelques kilomètres au nord de Reims.
Ses habitants sont appelés Brimontois et Brimontoises.

## Géographie
La commune est traversée par la Route touristique du Champagne et fait partie du Massif de Saint Thierry. La voie romaine de Reims à Bavay franchissait la colline à ce lieu et s'appelait le cran de Brimont.
| Berméricourt | Orainville | Auménancourt |
|              | Brimont    | Bourgogne    |
| Courcy       | Bétheny    |              |

### Hydrographie
La commune est dans la région hydrographique « la Seine du confluent de l'Oise (inclus) à l'embouchure » au sein du bassin Seine-Normandie. Elle n'est drainée par aucun cours d'eau,.

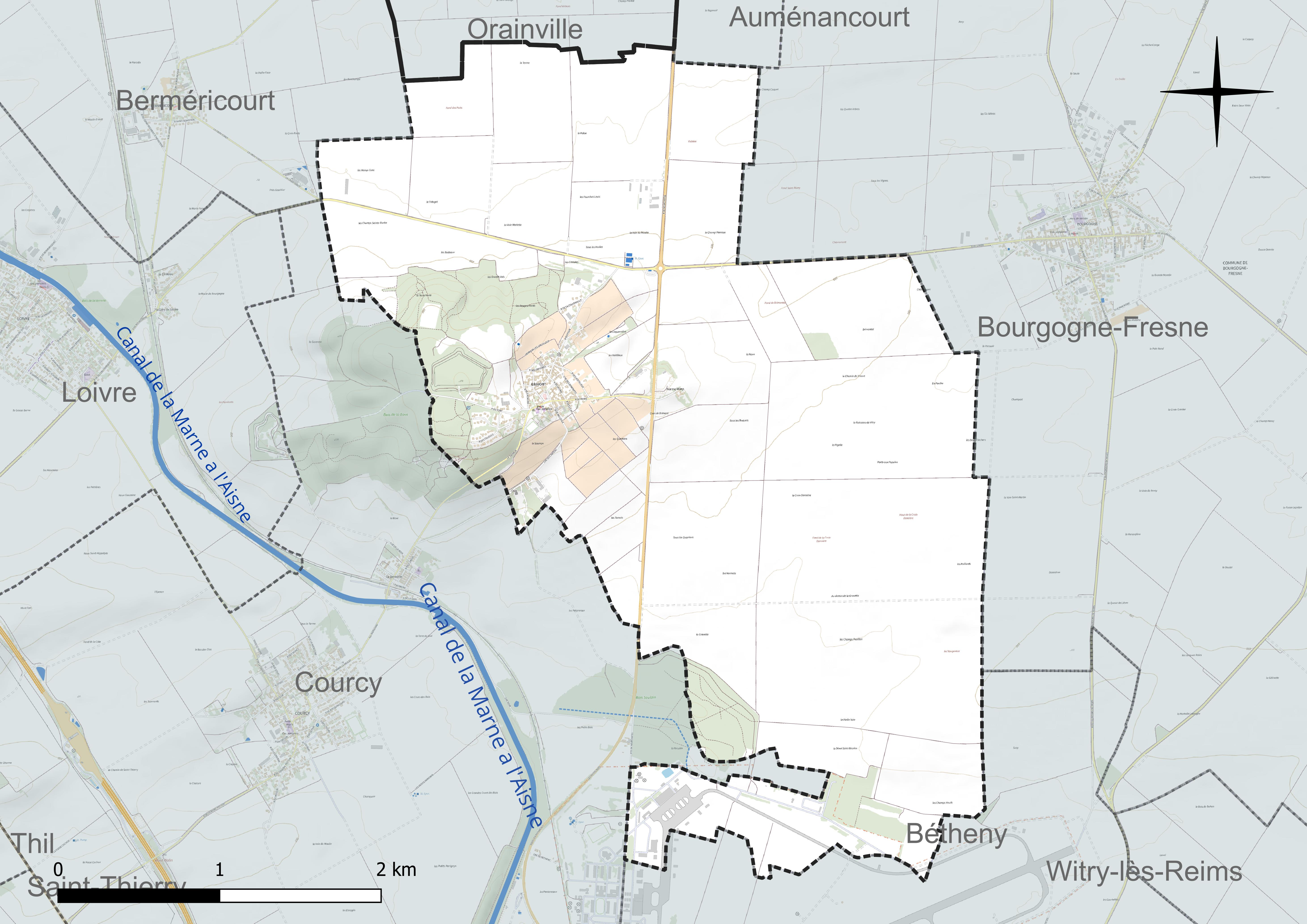
Réseau hydrographique de Brimont.

### Climat
Pour des articles plus généraux, voir Climat du Grand Est et Climat de la Marne.
En 2010, le climat de la commune est de type climat océanique dégradé des plaines du Centre et du Nord, selon une étude du Centre national de la recherche scientifique s'appuyant sur une série de données couvrant la période 1971-2000. En 2020, Météo-France publie une typologie des climats de la France métropolitaine dans laquelle la commune est exposée à un climat océanique altéré et est dans la région climatique  Nord-est du bassin Parisien, caractérisée par un ensoleillement médiocre, une pluviométrie moyenne régulièrement répartie au cours de l’année et un hiver froid (3 °C). 
Pour la période 1971-2000, la température annuelle moyenne est de 10,4 °C, avec une amplitude thermique annuelle de 15,5 °C. Le cumul annuel moyen de précipitations est de 709 mm, avec 11,8 jours de précipitations en janvier et 8,6 jours en juillet. Pour la période 1991-2020, la température moyenne annuelle observée sur la station météorologique de Météo-France la plus proche, « Mailly-civc », sur la commune de Mailly-Champagne à 22 km à vol d'oiseau, est de 11,2 °C et le cumul annuel moyen de précipitations est de 755,5 mm. 
La température maximale relevée sur cette station est de 39,8 °C, atteinte le 25 juillet 2019 ; la température minimale est de −20 °C, atteinte le 16 janvier 1985,,. 
Les paramètres climatiques de la commune ont été estimés pour le milieu du siècle (2041-2070) selon différents scénarios d'émission de gaz à effet de serre à partir des nouvelles projections climatiques de référence DRIAS-2020. Ils sont consultables sur un site dédié publié par Météo-France en novembre 2022.

## Urbanisme

### Typologie
Au 1er janvier 2024, Brimont est catégorisée commune rurale à habitat dispersé, selon la nouvelle grille communale de densité à sept niveaux définie par l'Insee en 2022.
Elle est située hors unité urbaine. Par ailleurs la commune fait partie de l'aire d'attraction de Reims, dont elle est une commune de la couronne,. Cette aire, qui regroupe 294 communes, est catégorisée dans les aires de 200 000 à moins de 700 000 habitants,.

### Occupation des sols
L'occupation des sols de la commune, telle qu'elle ressort de la base de données européenne d’occupation biophysique des sols Corine Land Cover (CLC), est marquée par l'importance des territoires agricoles (85,9 % en 2018), une proportion sensiblement équivalente à celle de 1990 (86,3 %). La répartition détaillée en 2018 est la suivante :
terres arables (81,4 %), forêts (7,3 %), zones industrielles ou commerciales et réseaux de communication (4,8 %), cultures permanentes (4,5 %), zones urbanisées (2 %). L'évolution de l’occupation des sols de la commune et de ses infrastructures peut être observée sur les différentes représentations cartographiques du territoire : la carte de Cassini (XVIIIe siècle), la carte d'état-major (1820-1866) et les cartes ou photos aériennes de l'IGN pour la période actuelle (1950 à aujourd'hui).

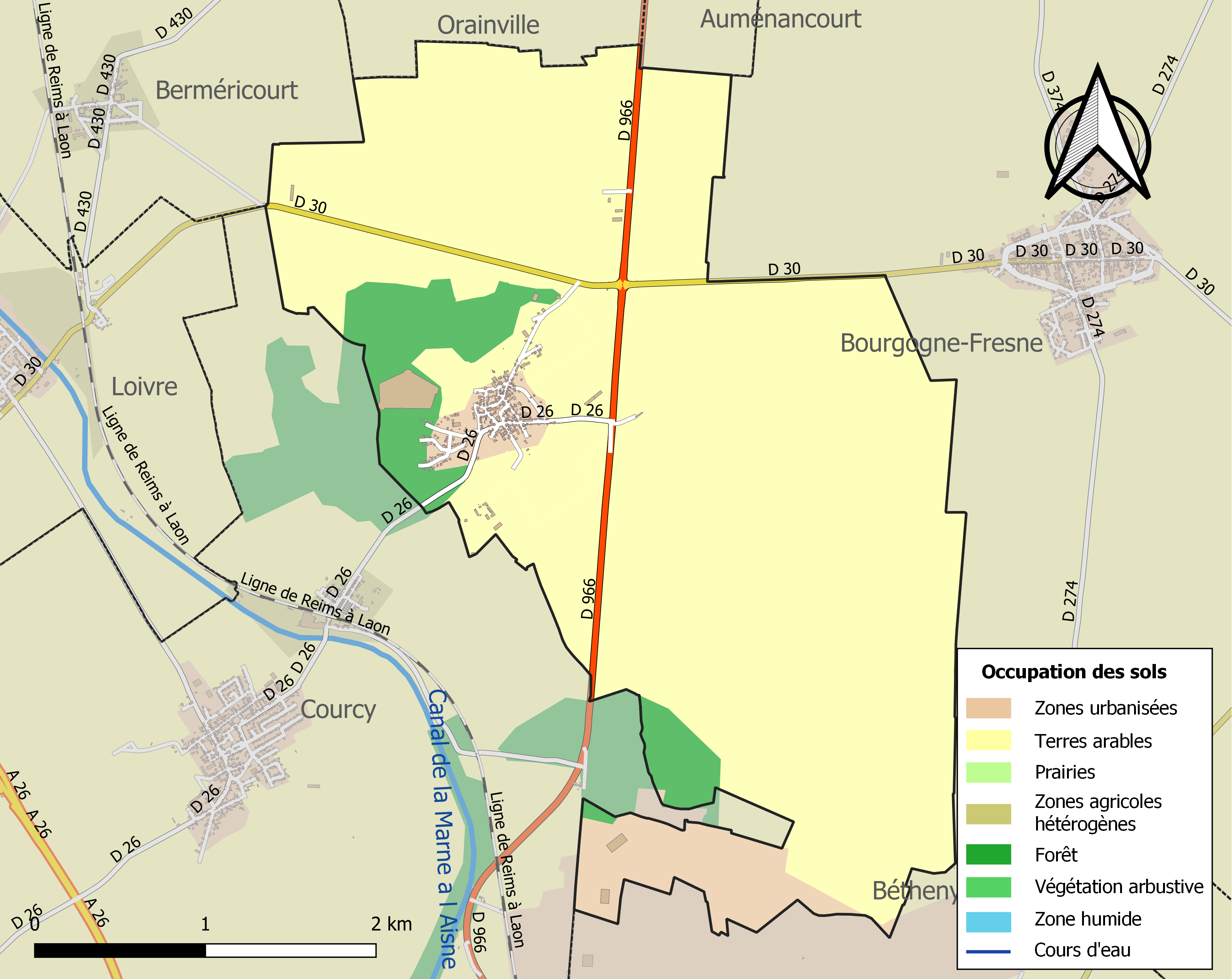
Carte des infrastructures et de l'occupation des sols de la commune en 2018 (CLC).

## Toponymie
Le nom de la localité est attesté sous les formes Brimons (1171) ; Brimont (1233) ; Brumont (1274) ; Brimond (1329) ; Brymont (1381) ; Brimonlt (1528) ; Brymont (1550).
Il s'agit d'une formation toponymique médiévale en -mont, appellatif toponymique signifiant « hauteur, colline, mont » (du nom commun mont issu ultimement du latin mons), précédé d'un élément Bri- d'identification plus complexe, étant donné le caractère tardif des formes les plus anciennes. Albert Dauzat suggère l'ancien appellatif gaulois briga « hauteur, butte » que l'on retrouve dans certains toponymes du type Brie. N'étant plus compris, il aurait été associé par la suite à l'appellatif -mont de sens proche.

## Histoire

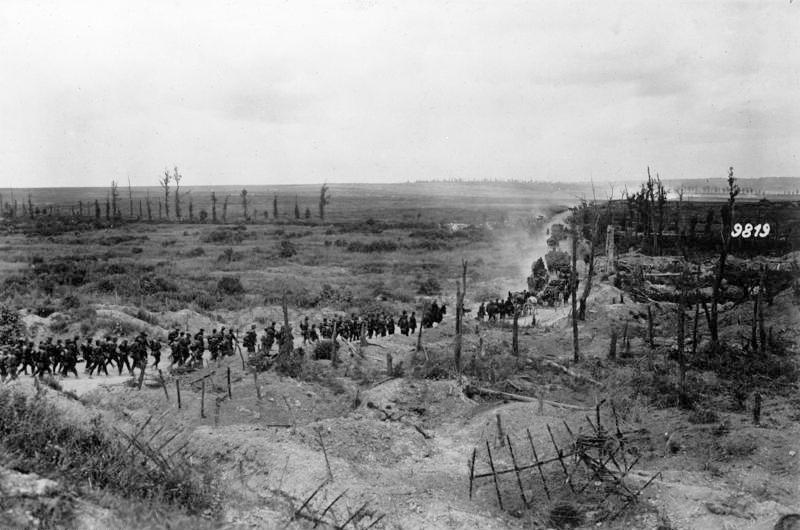
Colonne de soldats allemands entre Loivre et Brimont, dans le département de Marne, en France, en 1918.

Brimont était déjà une étape à quatre lieux sur la voie romaine partant de Reims vers le nord comme en témoigne la borne Victorin conservée au musée de Reims. Une tombe d'un personnage chrétien fut découvert en 1790 à 3,9 m de profondeur lors de travaux de terrassement. Ce serait une tombe du IIIe ou IVe siècle. Onze pièces de bronze ont aussi été trouvé à différents moments et tous sur le mont, elles recouvrent la période de 27 av. J.-C. à 308.
Lors de la guerre de Cent Ans, le duc de Lancastre qui faisait le Siège de Reims avait son camp en Brimont le 4 décembre 1359.
Sur la route de Courcy se trouve le château, les Ruinart qui l'habitaient y avaient un vendangeoir et des caves. Ils étaient devenu seigneurs de Brimont et de Brimontel en 1771 en achetant le droit au chapitre cathédrale de Reims.
Le 16 avril 1917, les soldats russes de la première brigade du corps expéditionnaire envoyé en France par la Russie attaquent à Courcy, en direction de Brimont, lors de l’offensive déclenchée sur le Chemin des Dames pour rompre le front et dégager Reims. Cette brigade, malgré sa vaillance, ne parvient pas à entamer sérieusement les positions ennemies.
Après l'armistice, tout ce secteur est classé en zone rouge. C’est une période de nettoyage, de désobusage, et de reconstruction.
La commune est décorée de la Croix de guerre 1914-1918 le 1er octobre 1920.

## Politique et administration

### Intercommunalité
La commune, antérieurement membre de la communauté de communes de la Colline, est membre, depuis le 1er janvier 2014, de la communauté de communes du Nord Champenois.
En effet, conformément au schéma départemental de coopération intercommunale de la Marne du 15 décembre 2011, cette communauté de communes du Nord Champenois est issue de la fusion, le 1er janvier 2014, de :
- la communauté de communes de la Colline,
- de la communauté de communes de la Petite Montagne,
- de la communauté de communes des Deux Coteaux
- et de la communauté de communes du Massif[19],[20].

### Liste des maires

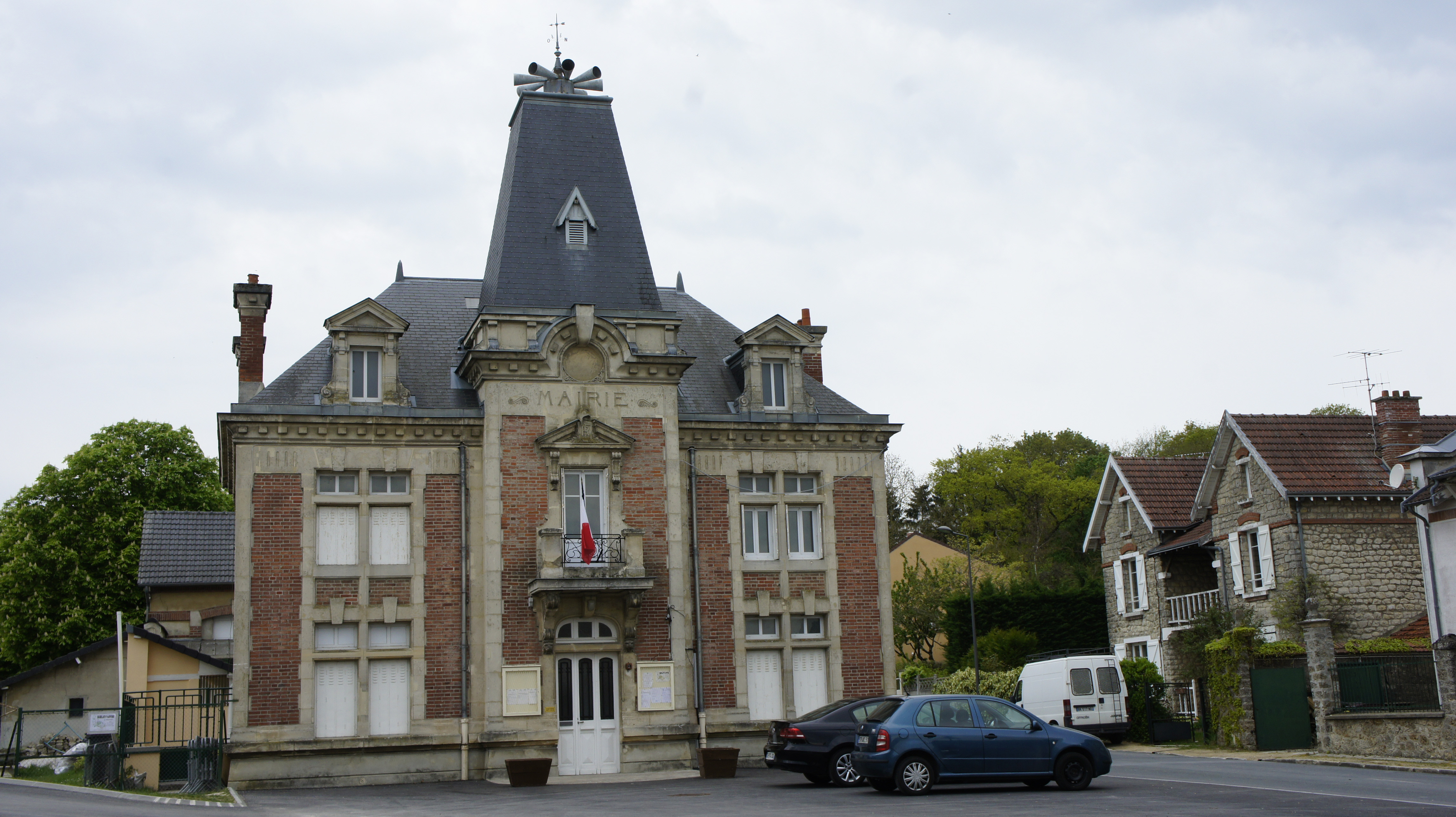
La mairie de Brimont.

| Période                                  | Période  | Identité                  | Étiquette | Qualité |
| ---------------------------------------- | -------- | ------------------------- | --------- | ------- |
| Les données manquantes sont à compléter. |          |                           |           |         |
|                                          | 1876     | Louis Ruinart (1832-1885) |           |         |
| 1876                                     | ~1900    | Basilide Georget          |           |         |
| avant 1981                               | ?        | Robert Laluc              |           |         |
| 2001                                     | 2008     | Dominique Sellier         |           |         |
| 2008                                     | mai 2020 | Jean-Pierre Desplanques   |           | ,       |
| mai 2020                                 | 2020     | André Jacob               |           |         |

## Démographie
Les habitants de la commune sont nommés les Brimontois et les Brimontoises.
L'évolution du nombre d'habitants est connue à travers les recensements de la population effectués dans la commune depuis 1793. Pour les communes de moins de 10 000 habitants, une enquête de recensement portant sur toute la population est réalisée tous les cinq ans, les populations de référence des années intermédiaires étant quant à elles estimées par interpolation ou extrapolation. Pour la commune, le premier recensement exhaustif entrant dans le cadre du nouveau dispositif a été réalisé en 2007.

En 2022, la commune comptait 453 habitants, en évolution de +4,86 % par rapport à 2016 (Marne : −1,19 %, France hors Mayotte : +2,11 %).
| 1793 | 1800 | 1806 | 1821 | 1831 | 1836 | 1841 | 1846 | 1851 |
| ---- | ---- | ---- | ---- | ---- | ---- | ---- | ---- | ---- |
| 330  | 375  | 387  | 389  | 442  | 457  | 499  | 541  | 563  |

| 1856 | 1861 | 1866 | 1872 | 1876 | 1881 | 1886 | 1891 | 1896 |
| ---- | ---- | ---- | ---- | ---- | ---- | ---- | ---- | ---- |
| 533  | 522  | 527  | 513  | 816  | 461  | 488  | 459  | 437  |

| 1901 | 1906 | 1911 | 1921 | 1926 | 1931 | 1936 | 1946 | 1954 |
| ---- | ---- | ---- | ---- | ---- | ---- | ---- | ---- | ---- |
| 419  | 434  | 413  | 282  | 316  | 332  | 304  | 247  | 319  |

| 1962 | 1968 | 1975 | 1982 | 1990 | 1999 | 2006 | 2007 | 2012 |
| ---- | ---- | ---- | ---- | ---- | ---- | ---- | ---- | ---- |
| 350  | 296  | 335  | 316  | 457  | 456  | 453  | 452  | 443  |

| 2017 | 2022 | - | - | - | - | - | - | - |
| ---- | ---- | - | - | - | - | - | - | - |
| 432  | 453  | - | - | - | - | - | - | - |

## Économie
Brimont compte 43,5 ha de vignes champagne AOC, majoritairement plantées de pinot meunier.

## Culture et patrimoine

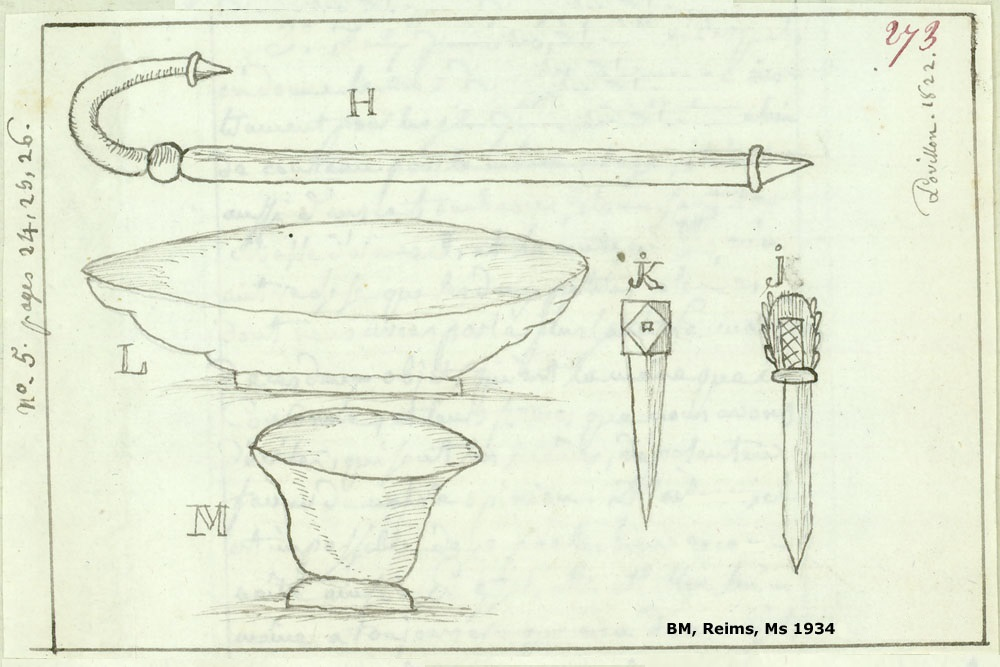
Relevé d'objets trouvés
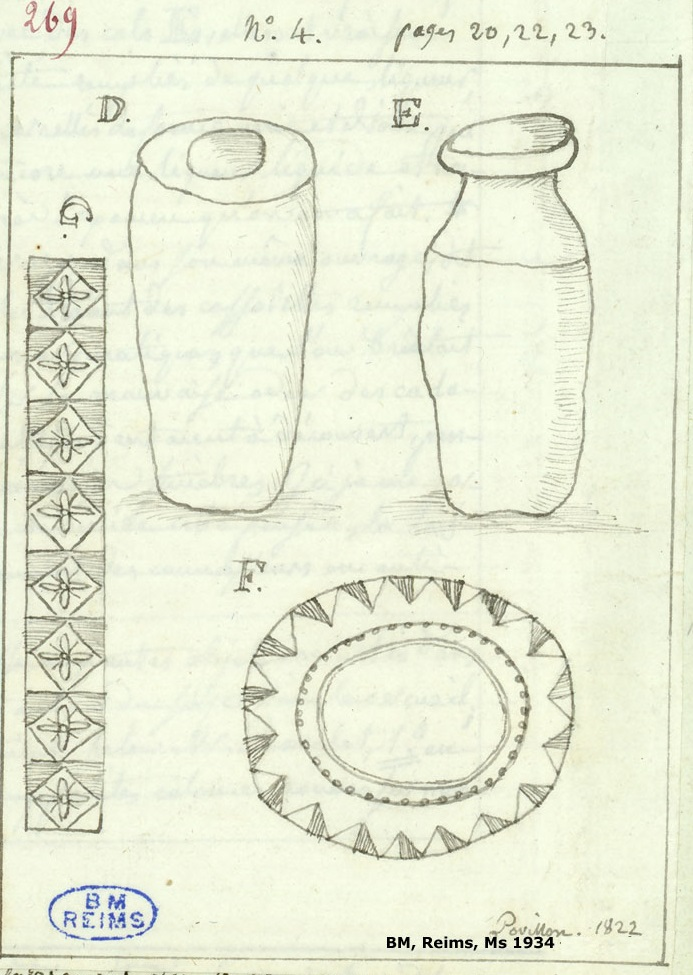
lors de fouilles[30].
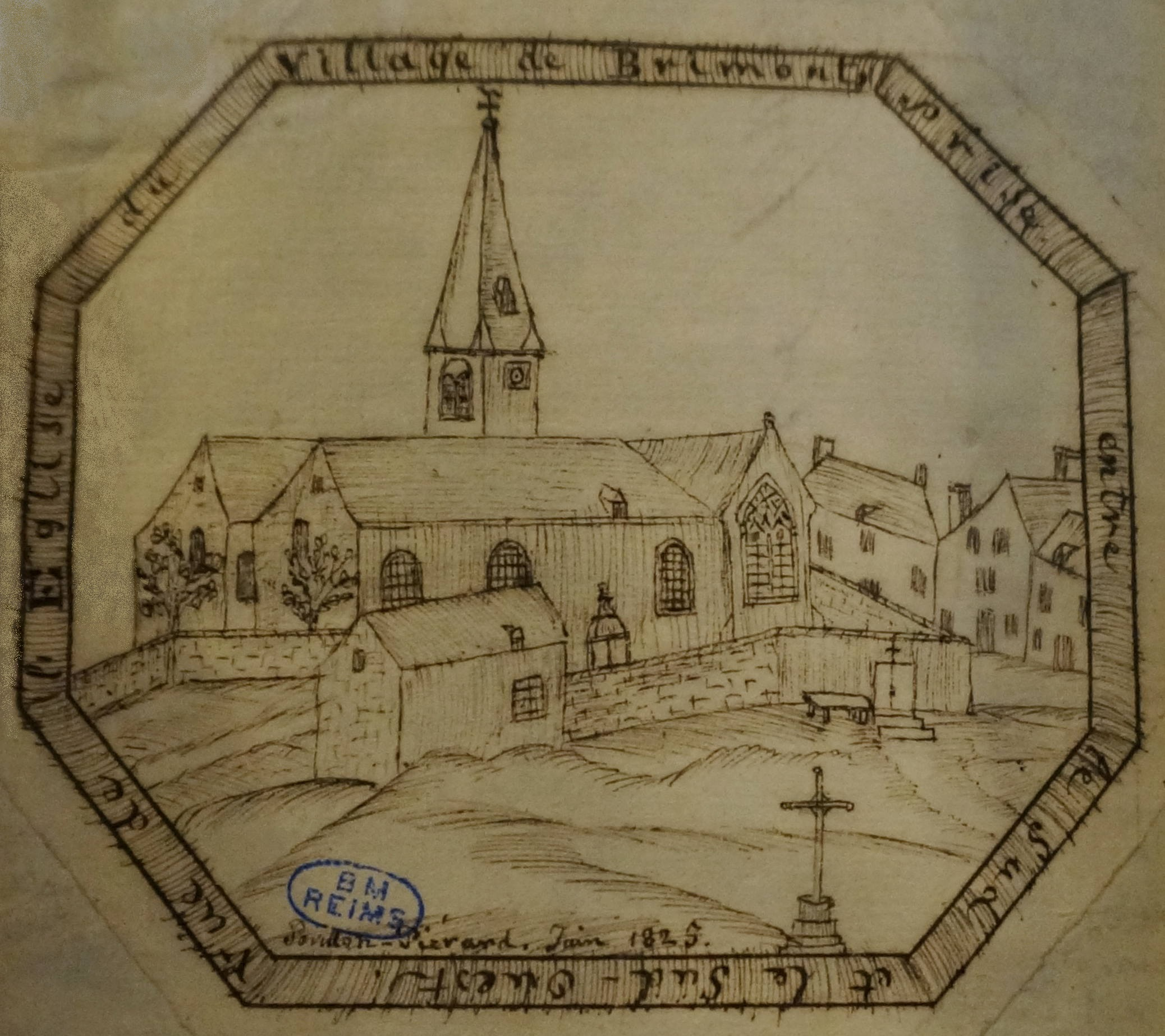
Église au XIXe siècle[31].
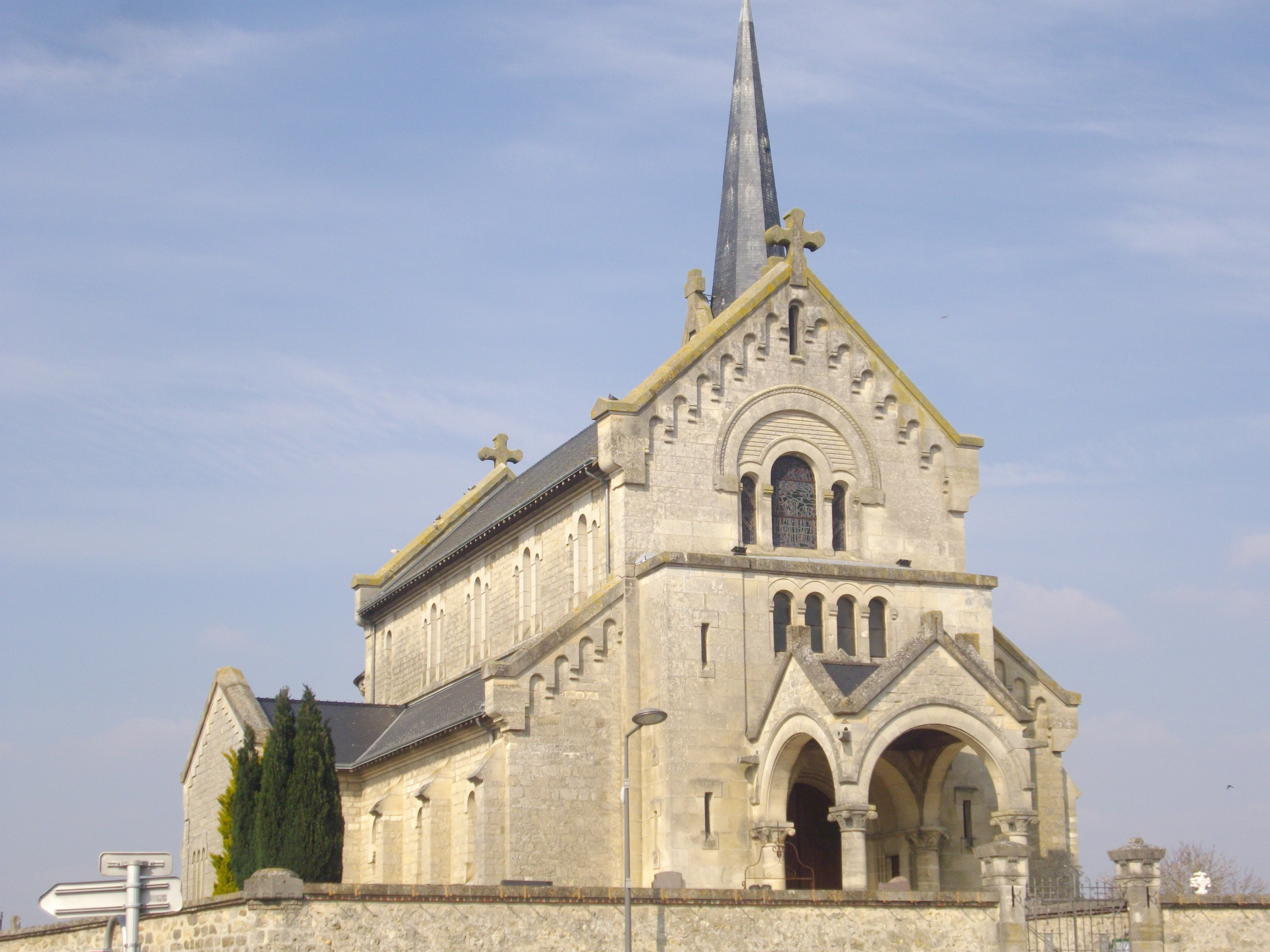
Église actuelle.
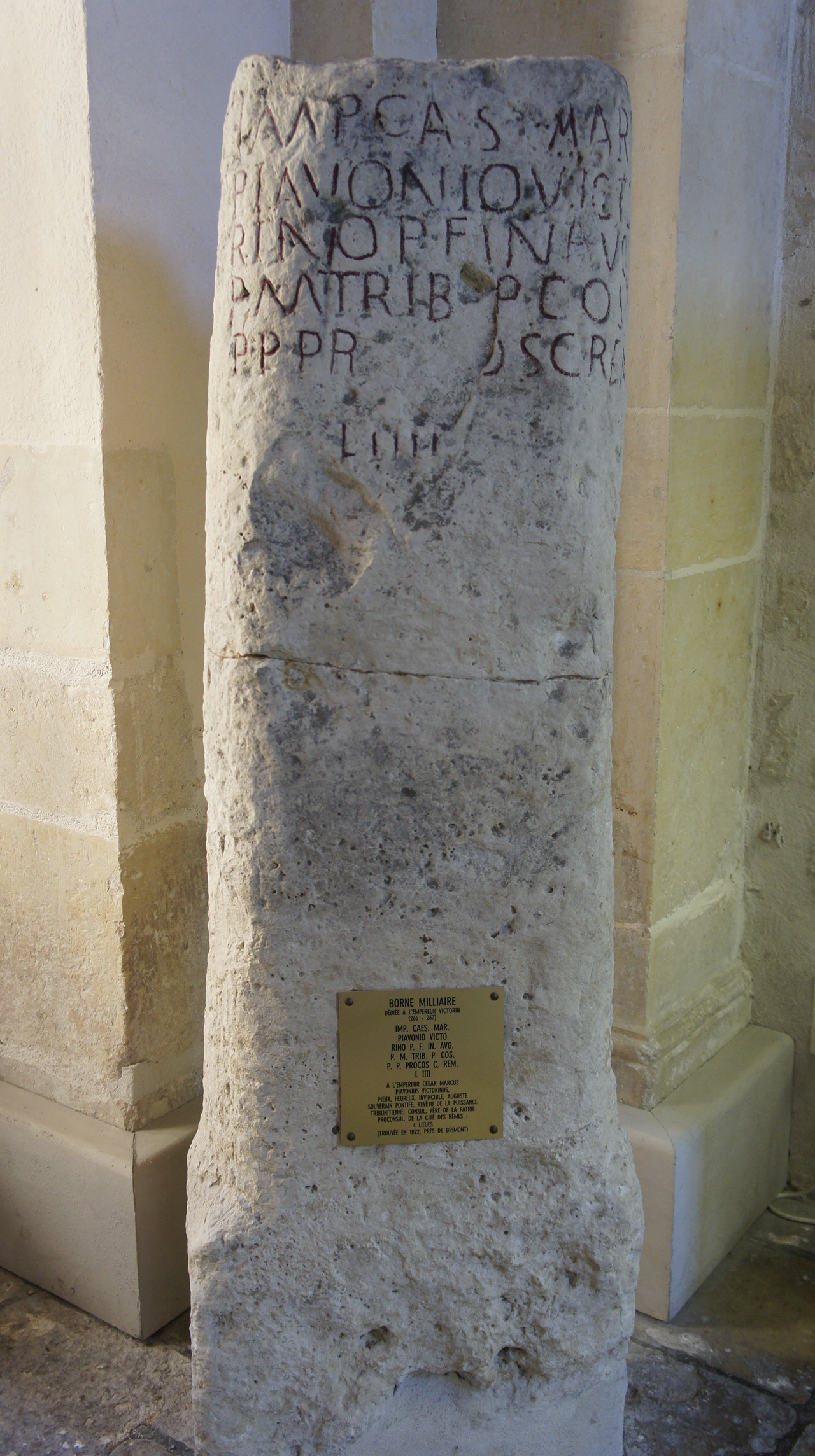
Borne milliaire présentée au Musée de Reims,
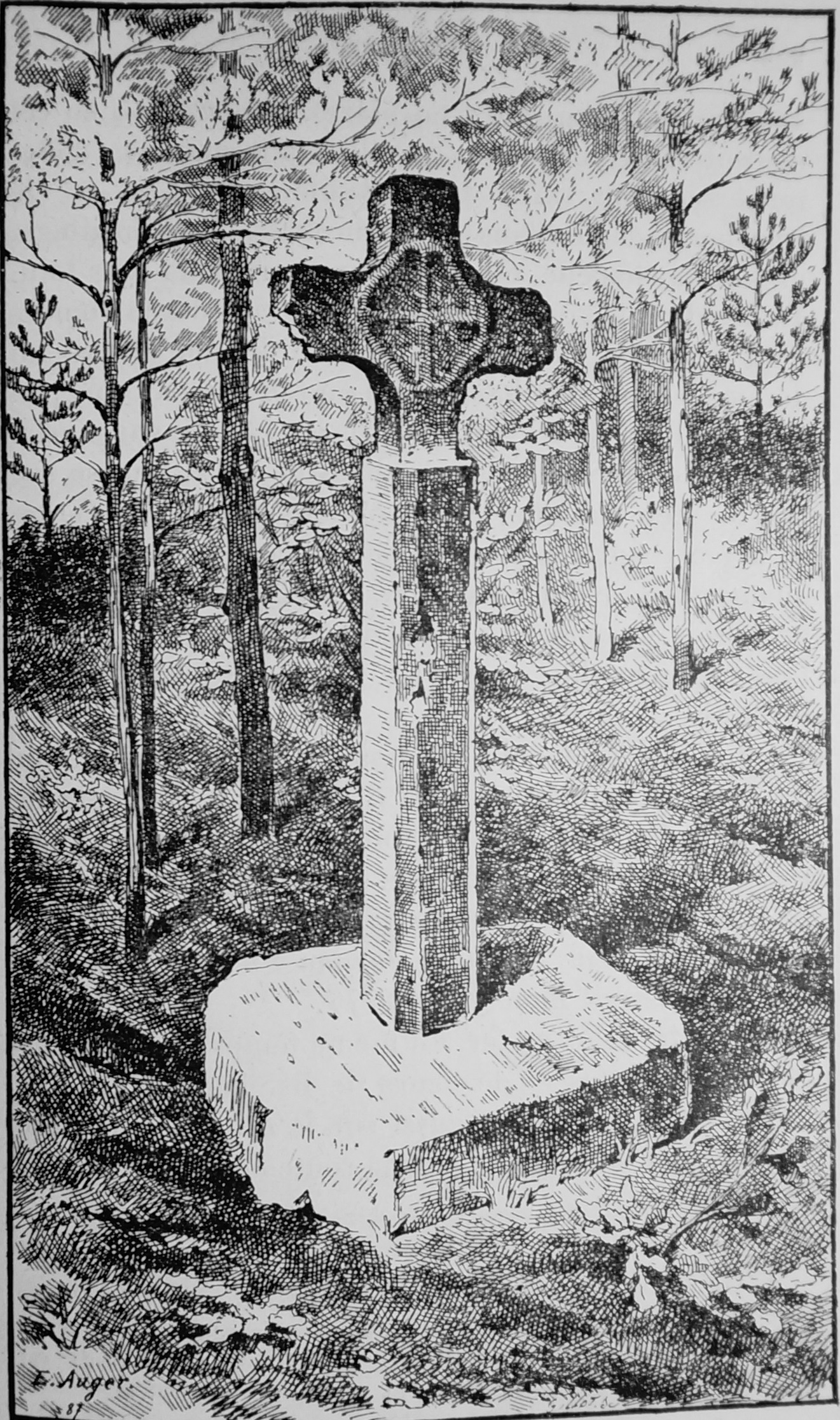
Croix de Brimont.

### Lieux et monuments

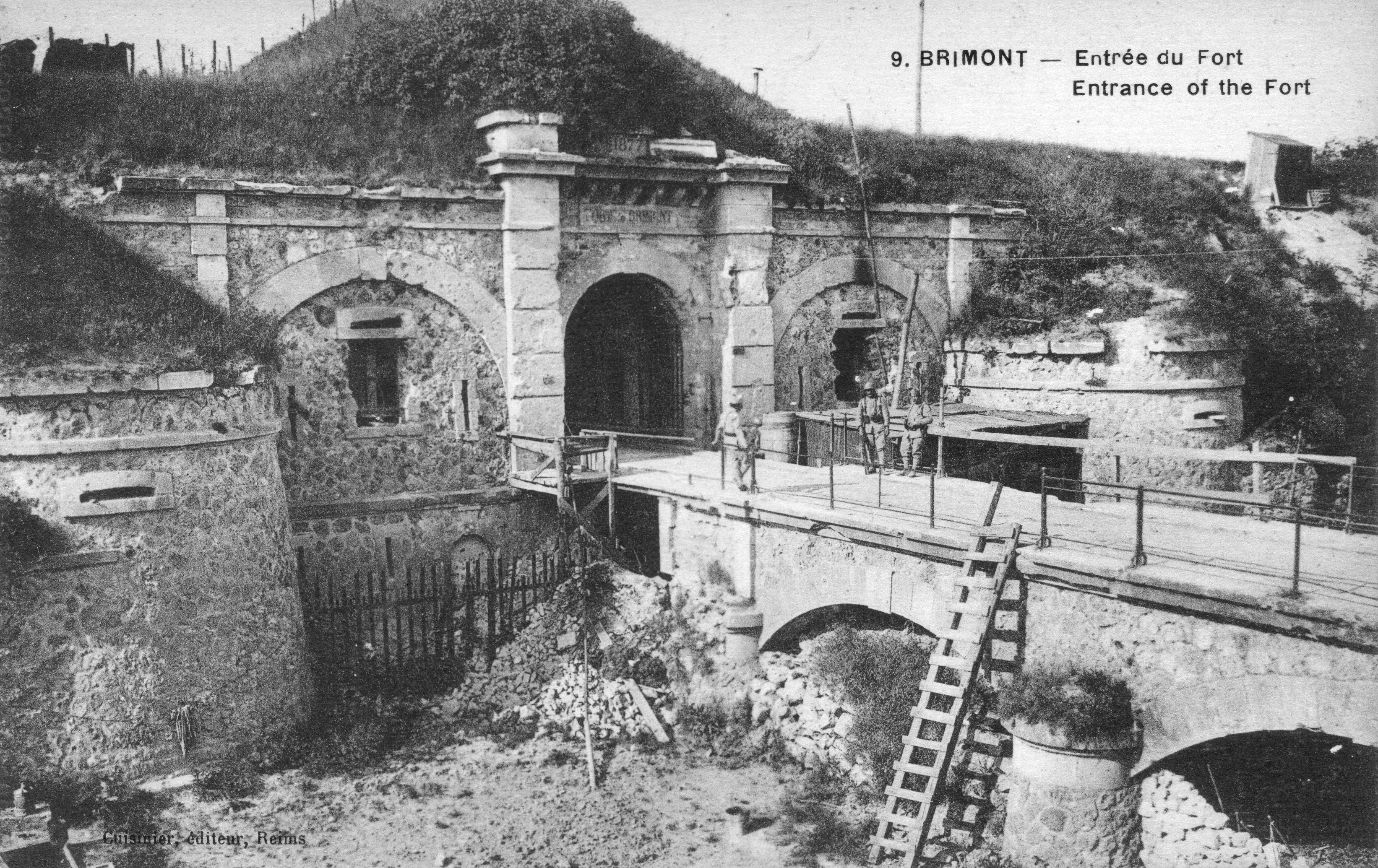
Entrée du fort de Brimont en 1918.

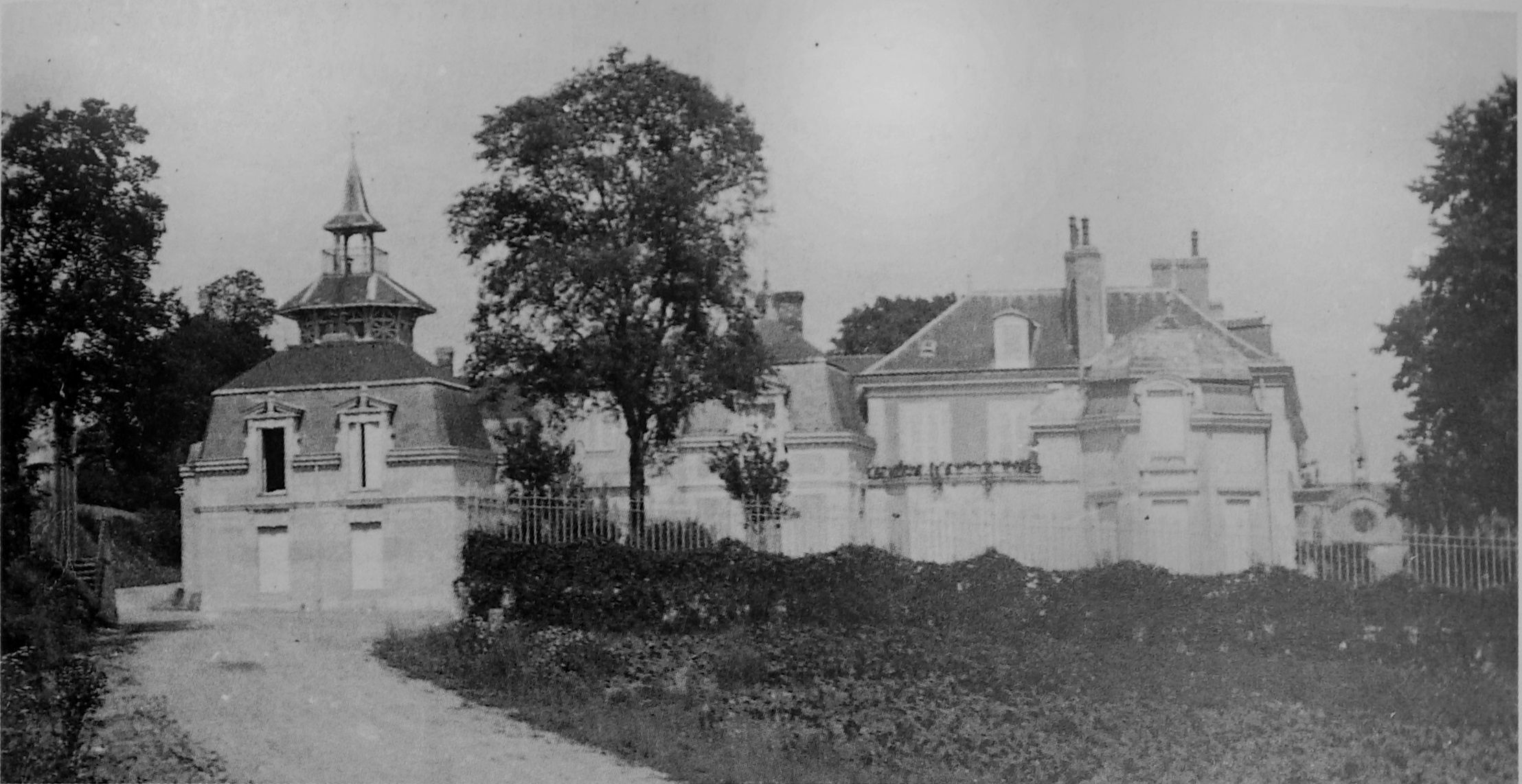
Château de Brimont avant la Première Guerre mondiale.

- Le fort de Brimont est un fort militaire qui défendait Reims dans le système Séré de Rivières. Il est d'une ampleur considérable et fut construit en 1876. Ce système fut rendu obsolète par les progrès des canons et poudres ; démantelé dans les années 1910, il fut utilisé par les Allemands pour garder les prisonniers français lors de la Première Guerre mondiale. Son action est renforcée par deux batteries annexes situées sur ses ailes, la batterie de Loivre et la batterie du Cran de Brimont.
- L'église Saint-Remi[32] date des années 1920 et est construite d'après les plans des rémois Rafine et Rouillard. Elle remplace une église romane du XIIe siècle détruite pendant la Première Guerre mondiale[33]. Les verrières de l'ancien édifice, du XVIe siècle, étaient classées monument historique[34]. En revanche, une statue en pierre de saint Remi de la même époque, également classée, se trouve aujourd'hui encore dans l'église[35].
- Le monument aux morts de la Première Guerre mondiale[36].
- Les sépultures de sept aviateurs de la Royal Air Force tombés le 17 avril 1943.

### Personnalités liées à la commune
- Maurice Kaouza, compagnon de la Libération, né à Brimont le 2 avril 1911.
- François Flameng, peintre officiel des armées, qui a immortalisé les combats en ces lieux pendant la Grande Guerre et dont de nombreux croquis et dessins parurent dans la revue L'Illustration.
- Membres de la famille Ruinart, seigneur puis comte de Brimont.

### Héraldique
| Blason de Brimont | Blason  | De sinople à une colombe essorante d'argent tenant dans son bec la sainte Ampoule d'or, mantelé d'or ; au chef bastillé de trois pièces d'azur chargé de deux étoiles d'argent. |
| Blason de Brimont | Détails | Le statut officiel du blason reste à déterminer. |